# Antònia Compte i Pouget
Antònia Compte i Pouget, va ser una impressora i llibretera nascuda a Reus en algun moment del segle xviii, i que va morir a Lleida el 17 d'abril de 1822. Era filla de l'impressor reusenc Rafael Compte i Ferrando i de Gertrudis Pouget, i germana del també impressor Francesc de Paula Compte, hereu de la impremta de Reus. Els Compte eren una important família d'impressors.
Antònia Compte era neboda de Rosa Compte i Ferrando (Reus 1742 - Lleida 1818), que s'havia casat a Lleida amb l'impressor Cristòfol Escuder. Les notícies, tant d'Antònia, com de Rosa, sçon difícils de conèixer, perquè van seguir les vicissituds dels seus respectius marits, dels que se'n sap algunes coses més, i a més la Guerra del Francès, que les va trobar a les dues fora de Reus i desplaçades a Lleida, dificulta el coneixement de la seva biografia.
Antònia va ser la primera esposa de Bonaventura Corominas (que es va casar tres vegades). No hi ha constància de què tinguessin fills. Quan va morir l'any 1822, Corominas es va tornar a casar amb Narcisa Julià, i quan aquesta va morir, amb Teresa Terré. Sembla que Antònia es va casar amb Bonaventura Coromines quan aquest impressor treballava a Osca a la impremta de la vídua de Larumbe. Se sap que Antònia, a Osca, venia llibres que li enviaven la seva parenta Rosa Compte des de Lleida i Rafael Compte des de Reus. L'any 1801 el matrimoni va marxar a Lleida, segurament cridada per la seva tia Rosa, que s'havia quedat vídua i buscava algú per regentar la impremta i llibreria.